# Scandelion
Scandelion är en spansk musikgrupp (Goth Metal) som startade i slutet av år 2002 i Las Palmas på Kanarieöarna men numera utgår från London. 
Gruppen har tagit sitt namn från ruiner från Korsfararfortet Scandelion vid Libanons kust. Fram till år 2009 hade de gett ut två egenproducerade skivor: studioalbumet The Pureheart's Breed (2008) och EPn Demonia Praedictio Chronicles (2009). Man har medverkat vid flera festivaler, bland annat tillsammans med Theatres des Vampires.

## Medlemmar
Nuvarande medlemmar
- Sonia Hernández – sång (2006–2012, 2017– )
- Jorge Alfonso – keyboard, growl (2002– )
- James Chapman – trummor (2014– )
- Fabrizio Ferraro – gitarr (2014– )

Tidigare medlemmar
- Armando J. Alvarez – basgitarr
- Pablo Guerero – basgitarr
- Sergio Alonso – basgitarr
- Alejandro Castro – trummor
- Ricardo Padilla – trummor
- Carmelo Santana – trummor
- Néstor Suárez – trummor
- Oliver Gil Cáceres – trummor
- Álvaro Ramírez – gitarr
- Ancor Ramírez Santana – gitarr
- Juan Mejías – gitarr
- Javier Montesdeoca – gitarr
- Pedro Medina – gitarr
- Tomás Galván – gitarr
- Josué Hernández – gitarr
- Isabel González – sång
- Sonia Hernández – sång (2006–?)
- Pedro Burgazzoli – basgitarr (2009–2012)
- Ancor Amador – sologitarr (2010–?)
- Borja Santana – trummor (2011–?)
- Luis Henríquez Hernandez – basgitarr (2012–?)
- Michal Kasprowicz – trummor (2014)
- Nina Dysis – sång (2014–2015)
- Hallam Smith – basgitarr (2014–2015)
- Nicolás Navas – basgitarr (2017–2018)

## Diskografi
Demo
- 2009 – Demonia Preadictio Chronicles

Studioalbum
- 2008 – The Pureheart's Breed
- 2011 – The Garden of Lies
- 2014 – Nonsense
- 2017 – When Everything Turns Black

EP
- 2009 – Demonia Praedictio Chronicles
- 2014 – Demonia 2.0